# Cantó de Bourbriac
El cantó de Bourbriac (bretó Kanton Boulvriag) és una divisió administrativa francesa situat al departament de Costes del Nord a la regió de Bretanya.

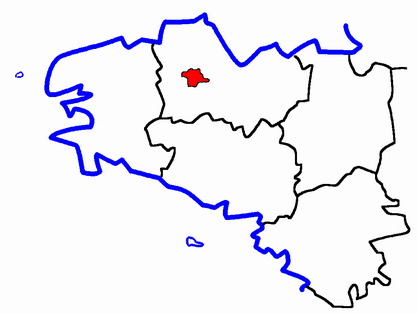
Situació del cantó

## Composició
El cantó aplega 7 comunes :
| Nom bretó        | Nom francès   | Nom gal·ló |
| Boulvriag        | Bourbriac     | ---        |
| Kerien-Boulvriag | Kerien        | ---        |
| Magor            | Magoar        | ---        |
| Plijidi          | Plésidy       | ---        |
| Pont-Melvez      | Pont-Melvez   | ---        |
| Sant-Rien        | Saint-Adrien  | ---        |
| Senven-Lehard    | Senven-Léhart | ---        |

## Història
| Data d'elecció                           | Identitat      | Partit | Qualitat                                          |
| ---------------------------------------- | -------------- | ------ | ------------------------------------------------- |
| 2004-                                    | Yannick Botrel | PS     | alcalde de Bourbriac i senador de Costes del Nord |
| les dades anteriors no són pas conegudes |                |        |                                                   |
|                                          |                |        |                                                   |